# Almfläckmätare
Almfläckmätare Abraxas sylvata är en fjärilsart som beskrevs av Giovanni Antonio Scopoli 1763. Almfläckmätare ingår i släktet Abraxas och familjen mätare, Geometridae. Arten är reproducerande i Sverige. Tre underarter finns listade i Catalogue of Life, Abraxas sylvata ijimai Inoue, 1955, Abraxas sylvata ischna Wehrli, 1939 och Abraxas sylvata microtate Wehrli, 1931.

## Bildgalleri

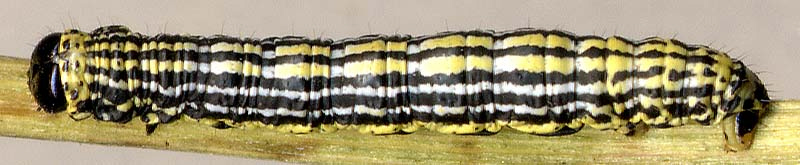
Fjärilens larv
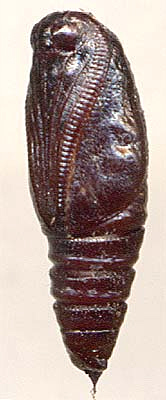
Fjärilens puppa
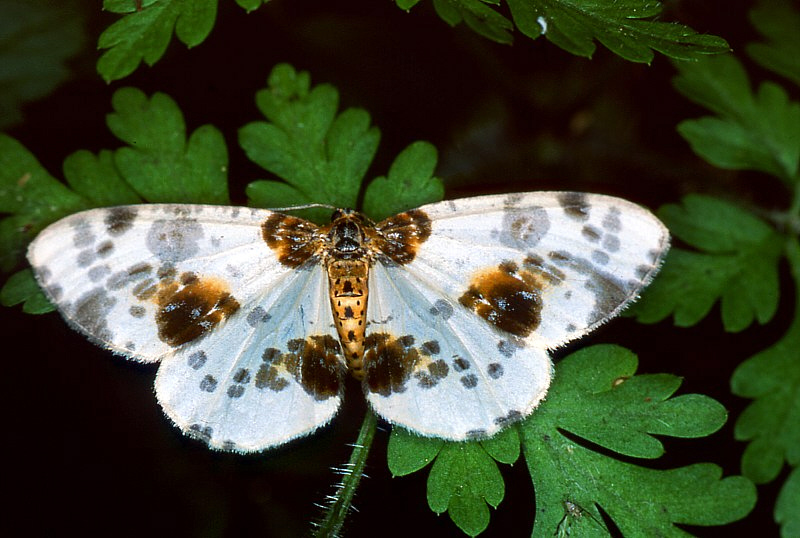
Imago fjäril
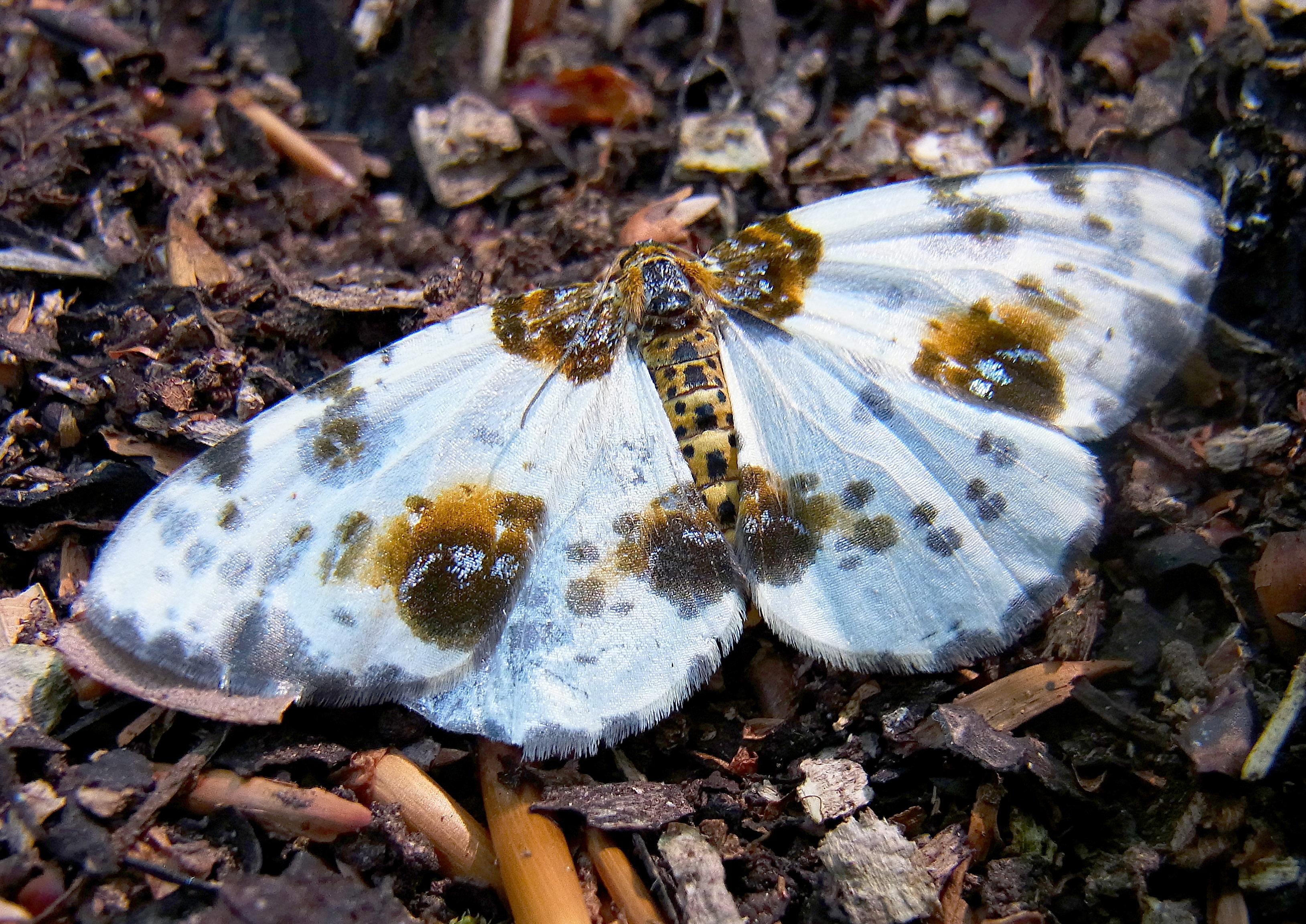
Imago fjäril
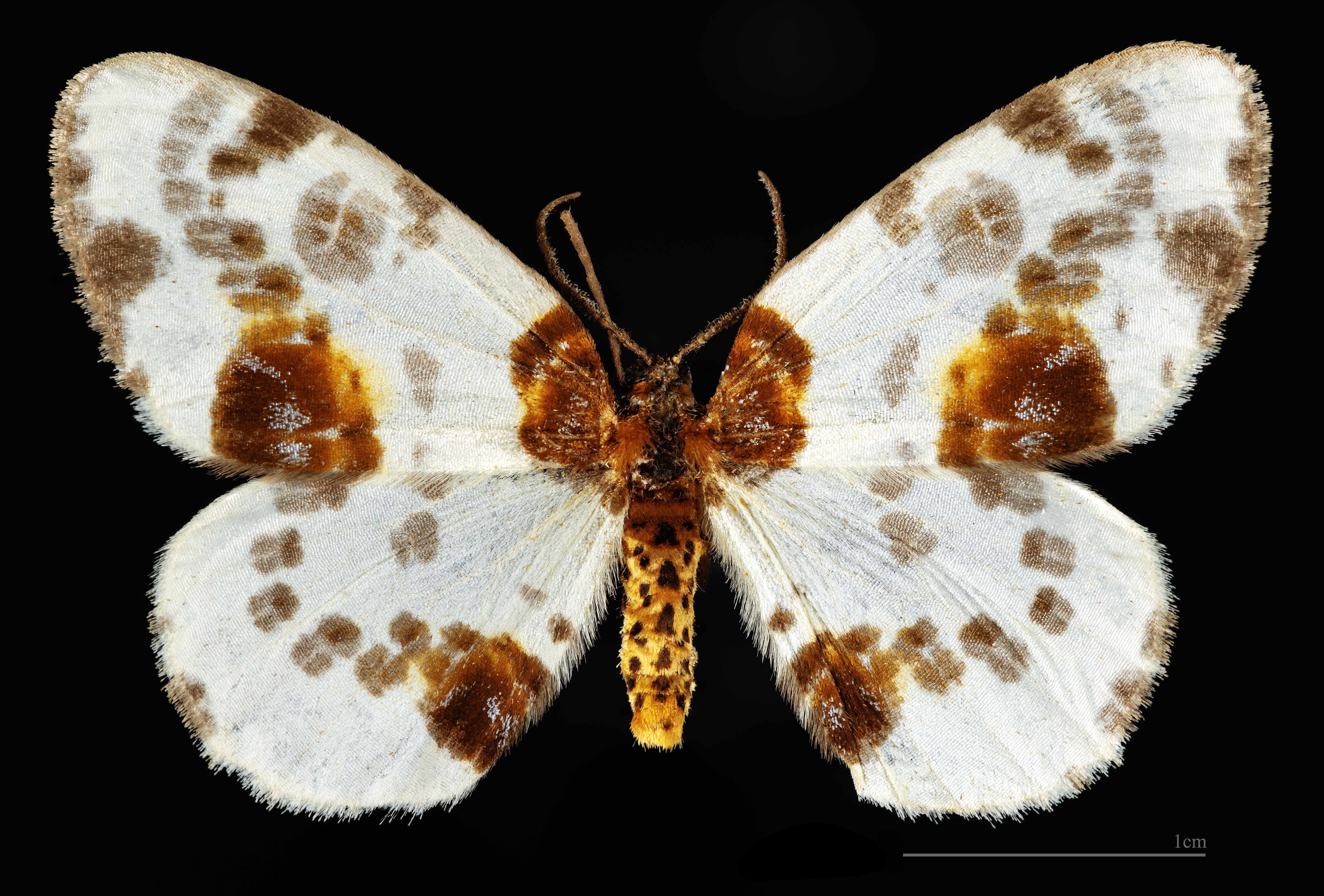
Preparerad (uppnålad) imago fjäril hane ovansida
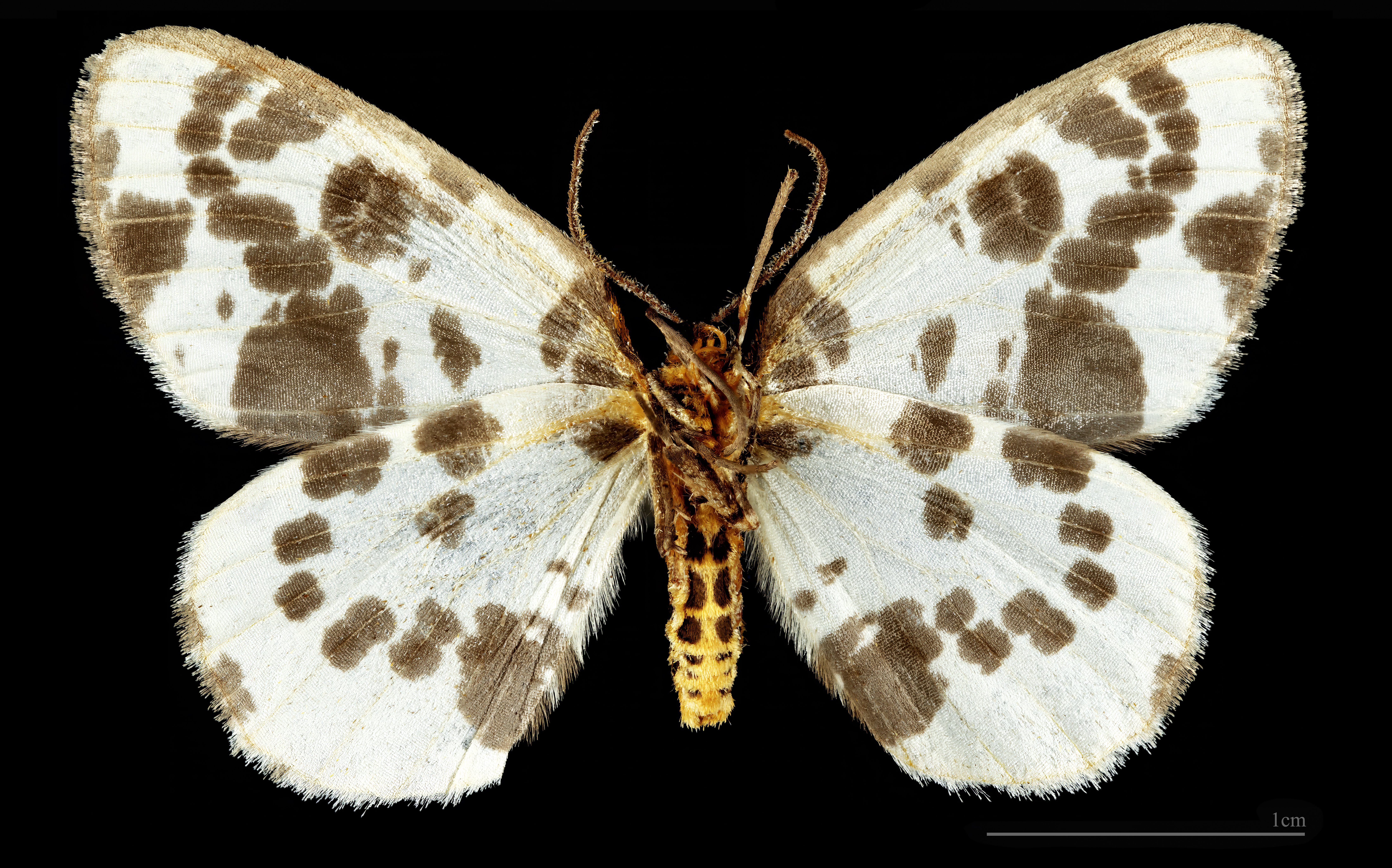
Preparerad (uppnålad) imago fjäril hane undersida
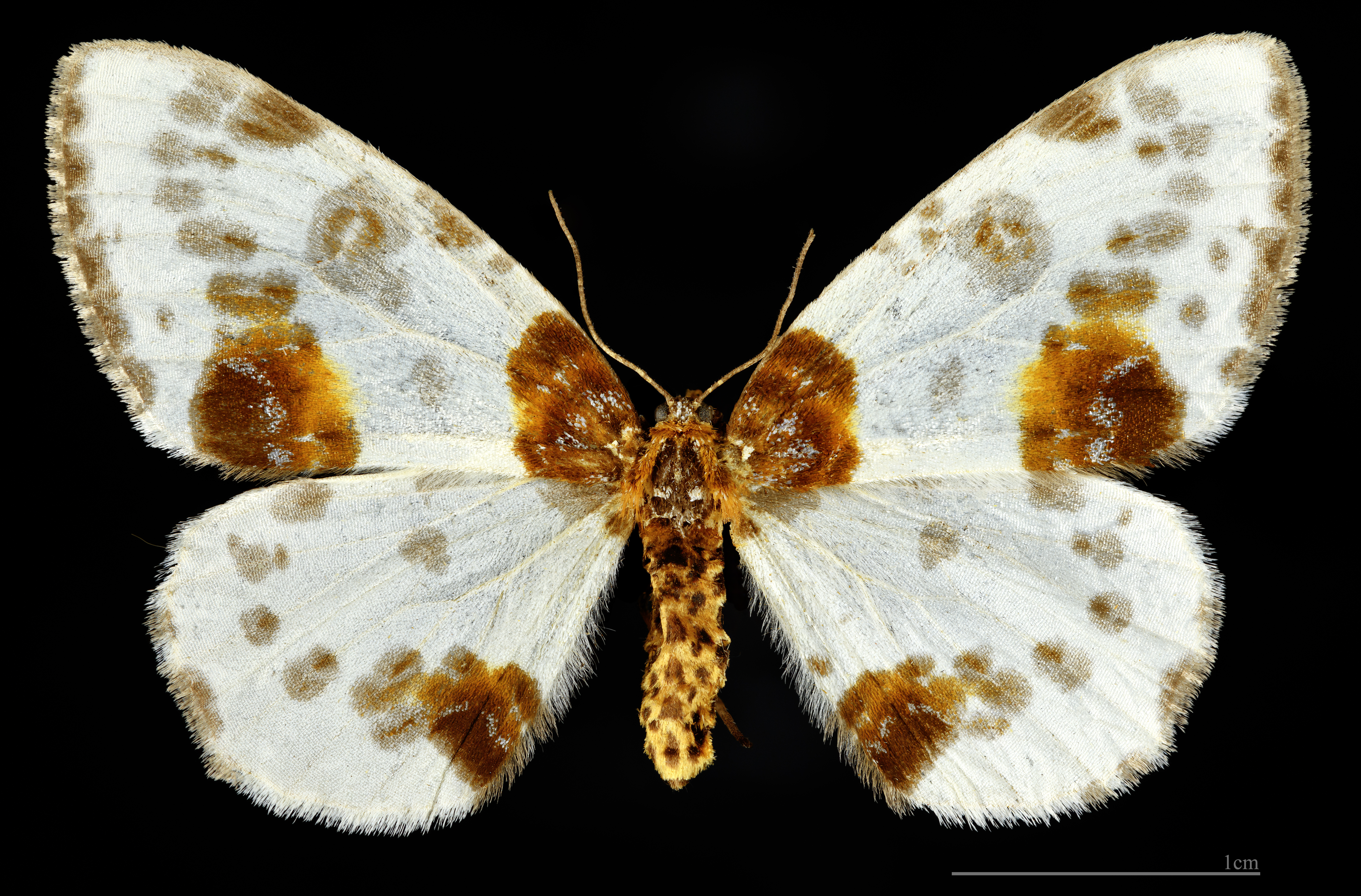
Preparerad (uppnålad) imago fjäril hona ovansida
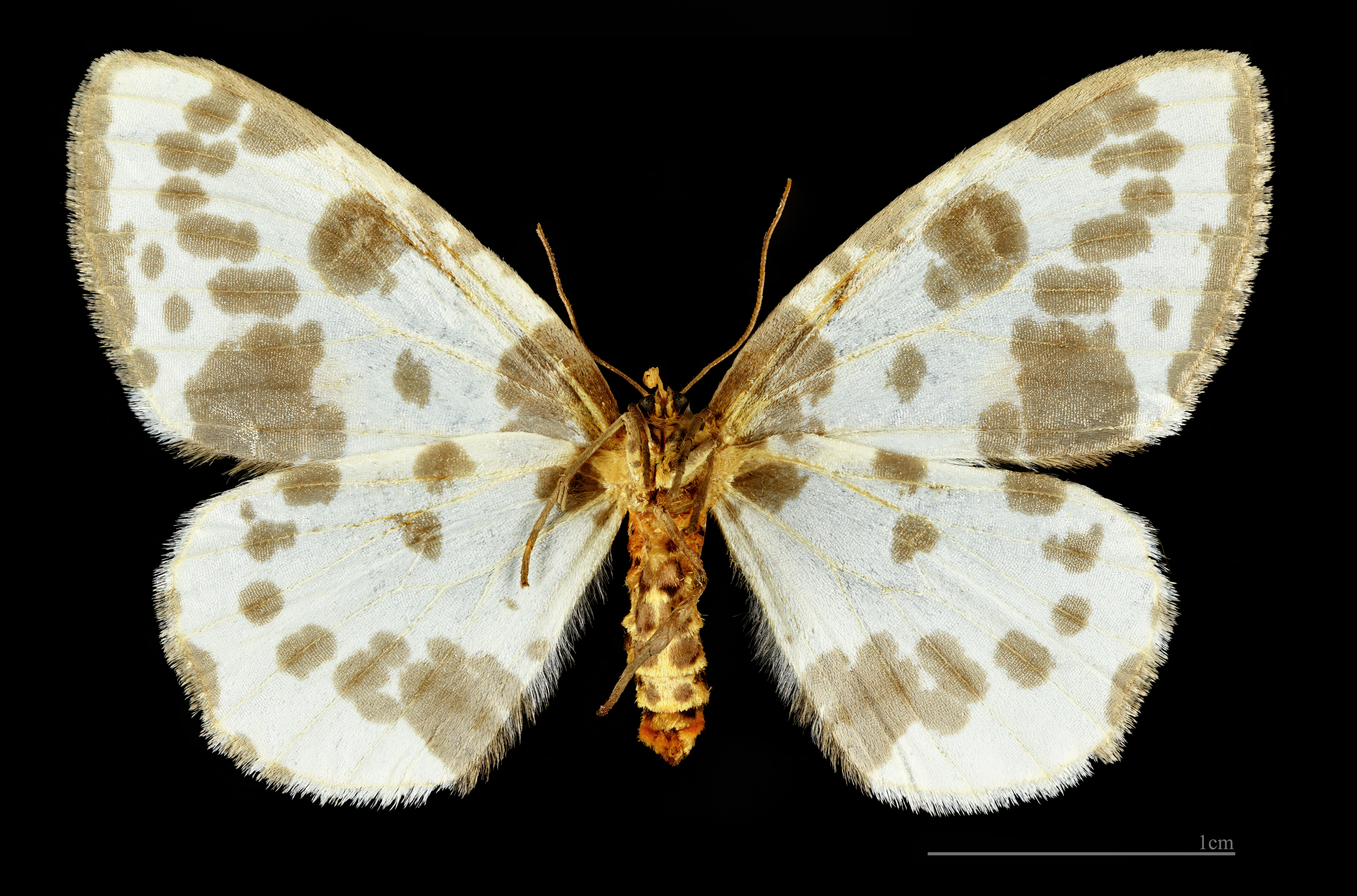
Preparerad (uppnålad) imago fjäril hona undersida